# Río Cauto (vattendrag)
Río Cauto är ett vattendrag i Kuba.   Det ligger i provinsen Provincia Granma, i den sydöstra delen av landet, 600 km sydost om huvudstaden Havanna.